# Алгоритм Данцига
Алгоритм Данцига — алгоритм для нахождения кратчайших путей ко всем вершинам планарного направленного графа. Назван в честь американского математика Джорджа Данцига.
Алгоритм близок к алгоритму Флойда, отличается от него только другим порядком исполнения одних и тех же операций.

## Алгоритм

### Шаг 1
Пронумеровать вершины исходного графа целыми числами от {\displaystyle 1} до {\displaystyle N}. Сформировать матрицу {\displaystyle D_{}^{0}} (размерностью {\displaystyle N\times N}), каждый элемент {\displaystyle i}, {\displaystyle j} которой {\displaystyle d_{ij}^{0}} определяет длину кратчайшей дуги ведущей из вершины {\displaystyle i} в вершину {\displaystyle j}. В отсутствие такой дуги положить {\displaystyle d_{ij}^{0}=\infty }.

### Шаг 2
Здесь через {\displaystyle D_{}^{m}} обозначается матрица размерностью {\displaystyle m\times m} с элементами {\displaystyle d_{ij}^{m},m=1,2,...,N}. Последовательно определить элементы матрицы {\displaystyle D^{m}} из элементов матрицы {\displaystyle D^{m-1}} для {\displaystyle m} принимающих значения {\displaystyle 1,2,...N}:
{\displaystyle d_{mj}^{m}=min_{i=1,2,...m-1}(d_{mi}^{0}+d_{ij}^{m-1})~(j=1,2,...,m-1)}
{\displaystyle d_{im}^{m}=min_{j=1,2,...m-1}(d_{ij}^{m-1}+d_{jm}^{0})~(i=1,2,...,m-1)}
{\displaystyle d_{ij}^{m}=min(d_{im}^{m}+d_{mj}^{m},d_{ij}^{m-1})~(i,j=1,2,...,m-1)}
Кроме того, для всех i и m положить {\displaystyle d_{ii}^{m}=0}.